# Hompré
Hompré is een dorp in de Belgische provincie Luxemburg en een deelgemeente van Vaux-sur-Sûre. In de gemeente liggen nog de dorpen en gehuchten Assenois, Remichampagne, Remoiville, Grandru, Clochimont, Salvacourt en Chaumont. Hompré was tot 1 januari 1977 een zelfstandige gemeente.

## Geschiedenis
De heirbaan tussen Hoei en Aarlen liep door Hompré en hiervan zijn nog resten bewaard. Er zijn ook resten van Romeinse villa's en van tumuli. In 1931 werden in Hompré acht tomben met resten van verbrande lijken gevonden en meubilair als grafgiften.
Op het eind van het ancien régime werd Hompré een gemeente. De gemeenten Assenois, Remichampagne en Remoiville werden in 1823 opgeheven en bij Hompré gevoegd. In 1840 telde de gemeente 805 inwoners, in 1910 1.060 inwoners en in 1938 997.
Bij de gemeentelijke fusies van 1977 werd Hompré een deelgemeente van Vaux-sur-Sûre.

## Demografische ontwikkeling
- Bronnen:NIS, Opm:1831 tot en met 1970=volkstellingen

## Bezienswaardigheden
- De Église Saint-Hubert uit 1903-1904

## Geografie
Het dorp ligt op een hoogte van 462 meter. De ondergrond bestaat voornamelijk uit rots- en schiefergrond.

## Verkeer en vervoer
Ten westen van Hompré loopt de autosnelweg A26/E25. Ten oosten loopt de expresweg N4 tussen Bastenaken en Aarlen.
Deelgemeenten: Hompré · Juseret · Morhet · Nives · Sibret · Vaux-lez-Rosières

Overige dorpen en gehuchten: Assenois · Belleau · Bercheux · Chaumont · Chenogne · Clochimont · Cobreville · Grandru · Jodenville · La Barrière · Lavaselle · Lescheret · Mande-Sainte-Marie · Morhet-Station · Poisson-Moulin · Remichampagne · Remience · Remoiville · Rosières · Salvacourt · Sûre · Villeroux 

Belgische gemeenten · Arrondissement Neufchâteau · Luxemburg · Wallonië